# Ginette d'Yd
Ginette d'Yd, nom de scène de Pierrette Ginette Gabrielle Perret, est une actrice française, née à Aix-les-Bains le 19 août 1913 et morte à Vernon le 25 mai 2005.

## Biographie
Ginette d'Yd est la fille de l'acteur Jean d'Yd (1880-1964), la sœur du comédien Claude d'Yd, la mère des acteurs Didier d'Yd (1933-1991) et Joël Flateau (1950)

## Filmographie
- 1931 : Échec et mat de Roger Goupillières : Simone.
- 1931 : Partir de Maurice Tourneur : Odette.
- 1932 : À moi le jour, à toi la nuit de Ludwig Berger et Claude Heymann : Gertrude.
- 1932 : Le Picador de Jaquelux : Dolorès.
- 1934 : Les Misérables de Raymond Bernard : Sœur Simplice.
- 1938 : L'Ange que j'ai vendu de Michel Bernheim.
- 1938 : L'Avion de minuit de Dimitri Kirsanoff : Jacqueline.
- 1938 : Katia de Maurice Tourneur : une dame d'honneur.
- 1950 : Plus de vacances pour le Bon Dieu de Robert Vernay.